# Castello di Montiano Vecchio
Il castello di Montiano Vecchio è un castello in rovina situato nel territorio comunale di Magliano in Toscana, nei pressi della località di Montiano. La sua ubicazione è all'interno di una macchia nei pressi della strada che collega Montiano a Scansano. Sono ben riconoscibili i resti delle mura che circondavano l'intero insediamento fortificato, sviluppandosi lungo un perimetro di forma ellittica; sono visibili anche le rovine di altre strutture non ben identificabili.

## Storia
L'insediamento fortificato sorse tra la fine dell'XII e gli inizi del XIII secolo sotto il controllo della famiglia Aldobrandeschi. Le sue origini risultano precedenti a quelle del vicino borgo di Montiano.
Tuttavia, il castello conobbe un destino avverso, in quanto, già all'inizio del Trecento, subì un violento assedio condotto dai Senesi che determinò gravissimi danni con conseguente inagibilità. Tale assedio comportò l'abbandono dell'insediamento a vantaggio del borgo di Montiano, che aveva iniziato a svilupparsi soltanto dal tardo Duecento in poi.
Il complesso era interamente costruito in arenaria, come dimostrano i ruderi che si sono conservati.